# Couronne Lochoise
Couronne Lochoise  est une des six marques commerciales appartenant à l'entreprise d'exploitation agricole Fréval. Elle est apposée sur un fromage fermier à pâte molle à croûte fleurie de lait cru de chèvre fabriqué à la ferme de La Biche, commune de Betz-le-Château en Indre-et-Loire en France. 

## Description
C'est un fromage au lait cru de chèvre en forme d'anneau recouvert d'un voile de cendres végétales, pesant ~170 grammes et affiné une dizaine de jours au minimum.